# HD 102461
HD 102461，又名CP-57 4989，SAO 239373、HR 4526，是一颗恒星，视星等为5.41，位于銀經294.42，銀緯4.11，其B1900.0坐标为赤經11h 42m 25.9s，赤緯-57° 4.11′ 29″。